# Jaxon
Jaxon, das Pseudonym von Jack Jackson (* 15. Mai 1941 in Pandora; † 8. Juni 2006 in Stockdale), war ein US-amerikanischer Comiczeichner und Autor von Büchern über die Geschichte von Texas. Er zählt zu den Künstlern des Underground Comix und war Mitbegründer des Comic-Verlags Rip Off Press.

## Leben
Während seines Studiums arbeitete er gemeinsam mit Gilbert Shelton, Fred Todd und Dave Moriaty für das Magazin  The Texas Ranger, das an der University of Texas in Austin in einer Auflage bis zu 12.000 Exemplaren herausgebracht wurde. Auch in Charlatan, einem Studenten-Magazin, das von Bill Killeen herausgebracht wurde, konnte er einige Geschichten veröffentlichen.
God Nose erschien 1964 im Selbstverlag mit 1000 Exemplaren und beinhaltete mehrere Kurzgeschichten, in denen Gott, dargestellt mit einer sehr großen Nase, philosophische Gespräche mit seinen "Untergebenen" führt. Jackson verwendete das Pseudonym Jaxon, um seine Arbeitsstelle bei der Regierung nicht zu gefährden. Er hatte einen Abschluss in Rechnungswesen und wirkte bei der Einführung der Umsatzsteuer mit. God Nose verkaufte sich schnell und von dem verdienten Geld leistete sich Jackson mit Moriaty eine Europa-Reise, die sie im winterlichen Europa auf Motorrädern von London über Frankreich und Spanien nach Lissabon führte. Von dort aus nutzten sie einen jugoslawischen Frachter für die Heimreise.
Jackson zog 1966 nach San Francisco, wo er bei der von Chet Helms gegründeten Musik-Agentur Family Dog Production zwei Aufgaben übernahm: Neben der Buchführung war er auch für die Erstellung und den Verkauf der Konzert-Poster verantwortlich. Auf Hawaii nahm er sich 1967 eine Auszeit und begann wieder zu zeichnen. Er veröffentlichte nach seiner Rückkehr Strips in der Express Times und nutzte wieder den Namen Jaxon.
1969 gründete er mit Gilbert Shelton, Fred Todd, und Dave Moriaty den Verlag Rip Off Press, der zunächst die Poster für Family Dog Production produzierte und zugleich Comix veröffentlichte. Ein Reprint von God Nose war eines der ersten Projekte.
Jackson wurde vor allem durch seine historischen Werke bekannt, die die Geschichte der Indianer Nordamerikas aufgreifen, dazu zählen Comanche Moon, El Alamo, Los Tejanos und Lost Cause.

## Werke

### Comics
- 1964 God Nose, Selbstverlag
- 1979 Comanche Moon, Rip Off Press
- 1981 Los Tejanos, Fantagraphics Books
- 1986 Los Mesteños: Spanish Ranching in Texas, 1721–1821
- 1991 Optimism of Youth: The Underground Work of Jack Jackson, Fantagraphics Books
- 1995 God’s Bosom and Other Stories: The Historical Strips of Jack Jackson, Fantagraphics Books